# 福尔诺索沃
福尔诺索沃（羅馬化：Fornosovo）是俄罗斯列宁格勒州的市级镇，属托斯诺区，地处列宁格勒州中西部赫伊纳亚河（Хейная）畔，位于区行政中心托斯诺西北方，在圣彼得堡东南、加特契纳东方。镇东北侧有同属一区的市级镇乌里扬诺夫卡。
1949年设市级镇。该地2021年人口有6,106人；2010年人口6,408；2002年人口4,866；1989年人口2,774。